# Mycetophila devioides
Mycetophila devioides är en tvåvingeart som beskrevs av Bechev 1988. Mycetophila devioides ingår i släktet Mycetophila och familjen svampmyggor.
Artens utbredningsområde är Bulgarien. Inga underarter finns listade i Catalogue of Life.